# Damphu
Damphu is een plaats in Bhutan en is de hoofdplaats van het district Tsirang.

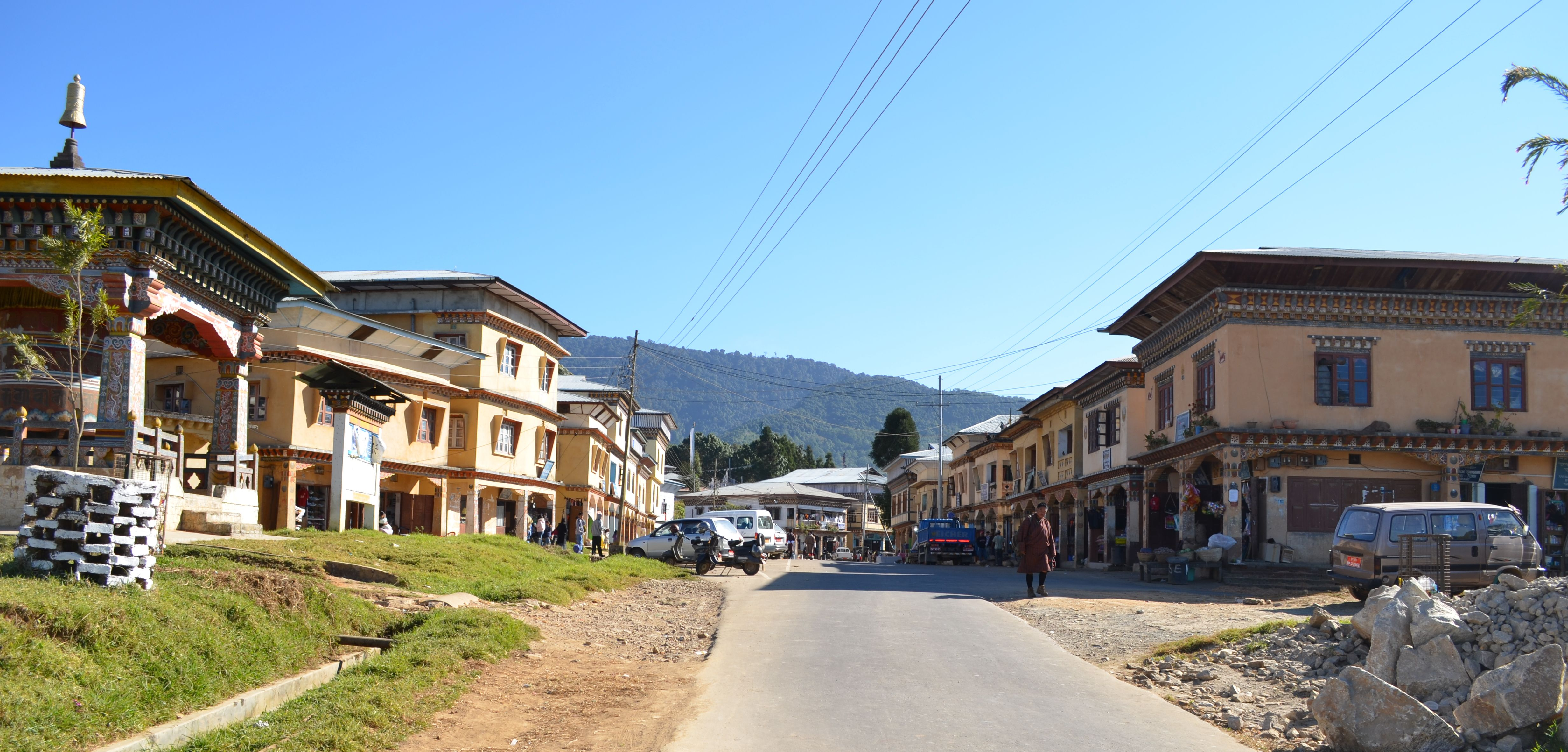
Hoofdstraat van Damphu

In 2005 telde Damphu 1666 inwoners.